# Giovani Lo Celso
Giovani Lo Celso (Rosario, Argentina, 9 d'abril de 1996) és un futbolista argentí que juga com a migcampista ofensiu pel Reial Betis.

## Trajectòria
Lo Celso va formar-se a les categories inferiors del CA Rosario Central, club amb el qual debutaria a la màxima categoria del futbol argentí, la Superliga, el 19 de juliol de 2015. L'any següent, el 2016, va fitxar pel París Saint-Germain per 5 anys.
Internacional amb la selecció Argentina sub23, va disputar els Jocs Olímpics de 2016. Amb la selecció absoluta del seu país, el maig de 2018 va ser convocat per disputar la Copa del Món de Rússia.

## Palmarès
París Saint-Germain
- 1 Ligue 1: 2017-18
- 2 Copes franceses: 2016-17, 2017-18
- 2 Copes de la Ligue 1: 2016-17, 2017-18
- 2 Supercopes franceses: 2017, 2018

Selecció argentina
- 2 Copes Amèrica: 2021,[4] 2024[5]
- 1 Copa de Campions Conmebol-UEFA: 2022[6]